# Лукьянович, Анатолий Константинович
Анатолий Константинович Лукьянович (род. 26 января 1936) — советский футболист, выступавший на позициях полузащитника и нападающего. Мастер  спорта СССР (1963).

## Биография
Родился в 1936 году в Ленино Московской области. Отец был осуждён в 1937 году как враг народа, без права переписки.
Футболом занимался с детства. Начал выступать в 1951 году в команде Московского завода малолитражных автомобилей. Затем был призван в армию, службу проходил в Борисполе, где также выступал за армейскую команду. После демобилизации был приглашён в команду мастеров — кировоградскую «Звезду», в составе которой провёл две сезона в первой группе класса «Б» чемпионата СССР. В 1960 году был приглашён одним из бывших тренеров «Звезды», Владимиром Анпилоговым, в чимкентский «Енбек», цвета которого игрок защищал на протяжении трёх лет, являясь одни из лучших бомбардиров команды.
В 1963 году перешёл в алма-атинский «Кайрат», в составе которого провёл восемнадцать матчей в высшей лиге СССР. На следующий год, после смены тренера команды, потерял место в составе и в течение последующих лет выступал за различные казахские клубы низших лиг. В 1966 году перешёл в томское «Торпедо», в котором провёл два сезона, затем выступал за прокопьевский «Шахтёр» и кзыл-ординский «Автомобилист».
В 1972 году переехал на Сахалин, где прожил более 25 лет. Выступал в соревнованиях коллективов физкультуры за «Рыбак» из Невельска, параллельно работал детско-юношеским тренером. В 2006 году вернулся в Казахстан, проживал в Алма-Ате. Есть дочь.